# Каныбаева, Рабига Мукаевна
Рабига Мукаевна Каныбаева (01.01.1927 — 25.01.2017) — одна из основоположников казахской театральной педагогики, профессор, заслуженный деятель Казахстана, почетный работник образования Республики Казахстан.

## Биография
Родился в 1927 году в селе Акжар Тарбагатайского района Восточно-Казахстанской области. В семь лет поступила в класс скрипки Музыкально-хореографического комплекса города Алматы. После успешного окончания поступила в Театрально-художественное училище имени Гоголя.
С 1949 по 1954 год училась в Московском театральном институте искусств (ГИТИС). Педагогами актрисы были народные артисты СССР И. М. Раевский и Н. С. Плотников.
После окончания института была принята в Казахский Государственный Академический Театр им. М. Ауэзова.
В 1955 году К. Жандарбеков и Ш. Айманов предложили Р. Каныбаевой преподавать «Сценический язык» и «Актерское мастерство» на кафедре «Актерское мастерство и режиссура» факультета «Театр», открывшейся при консерватории Курмангазы. Автор книг «Сахна сәні — сырлы сөз», «Рождение актера» и многих научных работ.
Скончалась в 2017 году в Алматы.

## Трудовая деятельность
• 1954—1955 — актриса Академического драматического театра им. М. Ауэзова
• 1960—1992 — преподаватель, доцент, зав. кафедры актерского мастерства и режиссуры Казахской национальной академии искусств им. Т. Жургенова
• 1992—2017 — основатель кафедры сценического языка, заведующий кафедрой, профессор Казахской национальной академии искусств им. Т. Жургенова

## Известные ученики
1. Ашимов Асанали Ашимович — Народный артист СССР
2. Оразбаев Сабит Конырбаевич — Народный артист Казахской ССР
3. Шарипова Фарида Шариповна — Народная артистка СССР
4. Обаев Есмухан Несипбаевич — Народный артист Казахской ССР
5. Байсеркенов Маман — Народный артист Казахстана
6. Султанбаев Кудайберген Тауекелович — Народный артист Казахстана
7. Туранкулова Дариха Туранкуловна — Заслуженный деятель Казахстана
8. Жангалиева Бахыт Жангалиевна — Заслуженная артистка Казахской ССР
9. Абдинабиева Газиза — Заслуженная артистка Республики Казахстан
10. Каденова Лидия Тажадиновна — Заслуженная артистка Казахской ССР
11. Исабекова Бакыт Аргыновна — Заслуженный деятель Казахстана
12. Жанысбекова Шынар Женисовна — Заслуженный деятель Казахстана и др.

## Роли в Казахском государственном академическом драматическом театре им. М. Ауэзова
- Г. Мусирепов «Ақан сері — Ақтоқты» — Марзия
- А. Тажибаев «Жалғыз ағаш орман емес» — Анар
- А. Абишев «Менің әкем кім?» — Лагия
- Каххар «Ауру тістер» — Насиба
- С. Муканов «Шоқан Уәлиханов» — Елизавета Николавна
- К. Мухамеджанов «Бөлтірік бөрік астында» — Борангуль

## Награды и звания
- Доцент (1968)
- Профессор (1979)
- Орден «Знак Почёта» (3 января 1959) — за выдающиеся заслуги в развитии казахского искусства и литературы и в связи с декадой казахского искусства и литературы в гор. Москве
- Заслуженный деятель Казахстана
- Почетный работник образования Республики Казахстан